# Costa Sacate
Costa Sacate es una localidad situada en la Pedanía San José, en el departamento Río Segundo, Córdoba, Argentina.
Se encuentra situada a 10 km de Pilar y a 50 km de Córdoba, sobre la RP 13. La zona rural de la localidad la atraviesa el río Xanaes.
Sus principales actividades económicas son la agricultura, la ganadería, la industria y la extracción de áridos del Xanaes. Las fiestas patronales se celebran anualmente el 8 de septiembre, siendo su santa patrona Nuestra Señora de la Merced.

## Historia
Tanto en Costa Sacate como en la población vecina de Rincón, existen yacimientos arqueológicos relativos a la cultura agroalfarera de los Sanavirones. Estos yacimientos son uno de los más importantes de la provincia.
Antiguamente Costa Sacate era un paraje de paso obligado a la ciudad de Córdoba, ya que el lecho del río en esa zona era bastante plano, lo que favoreció que allí se estableciera un paso para cruzar el curso.
Su historia data desde 1594.
En 1810 se crea una capilla con la única biblioteca de la región, con paredes de 60 cm de ancho, un campanario y techo a dos aguas. Detrás de la capilla había un cementerio donde se encontraron innumerables huesos de lugareños enterrados por los religiosos.
La escuela Libertador General José de San Martín fue fundada en 1906.
El colegio secundario se estableció en 1998, primero como una extensión aúlica del IPEM Nº55 de Villa del Rosario. Un año después pasó a ser autónomo y denominarse IPEM Nº305.
En 1933 se crea la primera escuela de la región, la escuela rural n.º 1 "Gregoria Matorras", ubicada muy cerca de la vieja capilla y a 10 km de la localidad de Costa Sacate.

## Población
Cuenta con 1,487 habitantes (Indec, 2022), lo que representa un incremento del 0,5% frente a los 1,480 habitantes (Indec, 2010) del censo anterior.
| Gráfica de evolución demográfica de Costa Sacate entre 1991 y 2022 |
|                                                                    |
| Fuente: Censos nacionales del INDEC                                |

## Sismicidad
La sismicidad de la región de Córdoba es frecuente y de intensidad baja, y un silencio sísmico de terremotos medios a graves cada 30 años en áreas aleatorias. Sus últimas expresiones se produjeron:
- 22 de septiembre de 1908 (116 años), a las 17.00 UTC-3, con 6,5 Richter, escala de Mercalli VII; ubicación 30°30′0″S 64°30′0″O / -30.50000, -64.50000; profundidad: 100 km; produjo daños en Deán Funes, Cruz del Eje y Soto, provincia de Córdoba, y en el sur de las provincias de Santiago del Estero, La Rioja y Catamarca[2]

- 16 de enero de 1947 (78 años), a las 2.37 UTC-3, con una magnitud aproximadamente de 5,5 en la escala de Richter (terremoto de Córdoba de 1947)[1]

- 28 de marzo de 1955 (70 años), a las 6.20 UTC-3 con 6,9 Richter: además de la gravedad física del fenómeno se unió el desconocimiento absoluto de la población a estos eventos recurrentes (terremoto de Villa Giardino de 1955)

- 7 de septiembre de 2004 (20 años), a las 8.53 UTC-3 con 4,1 Richter

- 25 de diciembre de 2009 (15 años), a las 21.42 UTC-3 con 4,0 Richter